# Catinaccio d'Antermoia
El Catinaccio d'Antermoia (alemany: Kesselkogel) és la muntanya més alta (3.002 m) del grup Rosengarten a les Dolomites al Tirol del Sud, Itàlia.

## Rutes d'escalada
El pic cau a les quatre cares amb parets verticals, tot i que les cornises entre les roques permeten pujar-lo. És un cim popular per escalar durant l'estiu gràcies a la seva vista des del cim, ja que en un dia clar arriba a tots els cims famosos de les Dolomites a l'est i a les Dolomites de Brenta i els Ortles-Cevedale al nord-est.
El cim va ser pujat per primera vegada pels anglesos C. Comyns Tucker i T.H. Carson amb el guia italià Luigi Bernard el 31 d'agost de 1872.